# Communauté de communes de la Côte de Penthièvre
La communauté de communes de la Côte de Penthièvre est une ancienne communauté de communes française, située dans le département des Côtes-d'Armor, en région Bretagne.

## Histoire
Créée le 15 décembre 1999, la communauté de communes de la Côte de Penthièvre regroupe les cinq communes du canton de Pléneuf-Val-André et une commune, La Bouillie, issue du canton de Matignon. Elle succède au SIVOM de la Côte de Penthièvre fondé le 3 avril 1998.
Le 31 décembre 2016, elle est dissoute et ses communes membres rejoignent la nouvelle communauté d'agglomération Lamballe Terre et Mer.

## Territoire communautaire

### Géographie
Située dans le pays traditionnel du Penthièvre et de Saint-Brieuc au sens de la loi Voynet, la communauté de communes regroupait les cinq communes du canton de Pléneuf-Val-André et une commune du canton de Matignon.

### Composition
Elle était composée des six communes suivantes :
| Nom                 | Code Insee | Gentilé         | Superficie (km2) | Population (dernière pop. légale) | Densité (hab./km2) |
| ------------------- | ---------- | --------------- | ---------------- | --------------------------------- | ------------------ |
| Saint-Alban (siège) | 22273      | Albanais        | 30,43            | 2 098 (2014)                      | 69                 |
| La Bouillie         | 22012      | Lambolliens     | 10,91            | 852 (2014)                        | 78                 |
| Erquy               | 22054      | Réginéens       | 26,46            | 3 891 (2014)                      | 147                |
| Planguenoual        | 22173      | Planguenoualais | 32,89            | 2 184 (2014)                      | 66                 |
| Pléneuf-Val-André   | 22186      | Pléneuviens     | 17,07            | 3 999 (2014)                      | 234                |
| Plurien             | 22242      | Pluriennais     | 21,65            | 1 479 (2014)                      | 68                 |

### Démographie
| 1999   | 2006   | 2009   | 2011   | 2012   |
| ------ | ------ | ------ | ------ | ------ |
| 12 464 | 13 368 | 13 826 | 14 369 | 14 432 |

## Administration

### Siège
Le siège de la communauté de communes était à Saint-Alban, rue Christian de la Villéon.

### Conseil communautaire
Les 32 conseillers titulaires étaient répartis selon le droit commun comme suit :
| Nombre de conseillers | Communes             |
| --------------------- | -------------------- |
| 9                     | Pléneuf-Val-André    |
| 7                     | Erquy                |
| 5                     | Planguenoual         |
| 4                     | Plurien, Saint-Alban |
| 3                     | La Bouillie          |

### Élus
La communauté de communes était administrée par un conseil communautaire constitué en 2014 de 32 conseillers communautaires.
À la suite des élections municipales de 2014 dans les Côtes-d'Armor, le conseil communautaire du 14 avril 2014 avait réélu son président, Joseph Jaffrès, premier adjoint au maire de Pléneuf-Val-André, ainsi que ses 6 vice-présidents. La liste des vice-présidents était alors la suivante :
|     | Attributions                          | Identité             | Qualité                                 |
| --- | ------------------------------------- | -------------------- | --------------------------------------- |
| 1re | Finances, personnel et habitat social | Christiane Guervilly | Maire d'Erquy                           |
| 2e  | Économie, tourisme et communication   | Pascal Pellan        | Adjoint au maire de Pléneuf-Val-André   |
| 3e  | Environnement                         | Christian Lucas      | Conseiller municipal de Saint-Alban     |
| 4e  | Déchets                               | Daniel Nabucet       | Maire de Planguenoual                   |
| 5e  | Enfance et jeunesse                   | Pascal Lebreton      | Premier adjoint au maire de La Bouillie |
| 6e  | Eau et assainissement                 | Jean-Pierre Omnès    | Maire de Plurien                        |

Le bureau communautaire comptait quatre autres membres : les maires n'ayant pas de vice-présidence (André Gomet pour Saint-Alban, Edmond Hervé pour La Bouillie et Jean-Yves Lebas pour Pléneuf) et le conseiller général du canton de Pléneuf Yannick Morin.

### Liste des présidents
| Période       | Période                  | Identité            | Étiquette | Qualité |
| ------------- | ------------------------ | ------------------- | --------- | --- |
| décembre 1999 | avril 2001               | Jean-Pierre Ghuysen |           | 1er adjoint au maire de Pléneuf-Val-André (? → 2001)                                                         |
| avril 2001    | avril 2008               | Patrick Boullet     | PS        | 2e adjoint au maire de Pléneuf-Val-André (2001 → 2008) Conseiller général de Pléneuf-Val-André (1994 → 2008) |
| avril 2008    | janvier 2010 (démission) | Jacqueline Lemaître |           | 1re adjointe au maire de Pléneuf-Val-André (2008 → 2010)                                                     |
| février 2010  | décembre 2016            | Joseph Jaffrès      |           | 1er adjoint au maire de Pléneuf-Val-André (2010 → 2017) Réélu en 2014                                        |

### Compétences
- Environnement (gestion des déchets, SPANC et bassin versant)
- Économie et tourisme
- Petite enfance et jeunesse
- Social (habitat et solidarité-culture)